# Masashi Shiga
Masashi Shiga (志賀政司?, Shiga Masashi; Iwaki, 28 gennaio 1939) è un ex cestista giapponese.

## Carriera
Con il Giappone ha partecipato a due edizioni dei Giochi olimpici (Roma 1960, Tokyo 1964) e al Campionato del mondo del 1963.